# Liste der Bundestagswahlkreise 2021

Wahlkreiseinteilung zur Bundestagswahl 2021

Dies ist eine Liste aller 299 Wahlkreise der Bundestagswahl 2021. Die Wahlkreiseinteilung wurde durch die Anlage zum Vierundzwanzigsten Gesetz zur Änderung des Bundeswahlgesetzes  vom 25. Juni 2020 festgelegt. Sie wird regelmäßig bei Gebietsreformen und Änderungen des Bevölkerungsstandes angepasst.  Die Nummerierung der Wahlkreise erfolgte in der Reihenfolge der Länder von Norden nach Süden. Für die Bundestagswahlkreise anderer Jahre siehe Liste der Bundestagswahlkreise.
Insgesamt traten 6211 Menschen zur Bundestagswahl 2021 an, die meisten davon nur oder auch in einem Wahlkreis.

## Anzahl der Wahlkreise nach Land
| Land                   | Anzahl der Wahlkreise | Nummerierung |
| ---------------------- | --------------------- | ------------ |
| Schleswig-Holstein     | 11                    | 01–11        |
| Mecklenburg-Vorpommern | 06                    | 12–17        |
| Hamburg                | 06                    | 18–23        |
| Niedersachsen          | 30                    | 24–53        |
| Bremen                 | 02                    | 54–55        |
| Brandenburg            | 10                    | 56–65        |
| Sachsen-Anhalt         | 09                    | 66–74        |
| Berlin                 | 12                    | 75–86        |
| Nordrhein-Westfalen    | 64                    | 087–150      |
| Sachsen                | 16                    | 151–166      |
| Hessen                 | 22                    | 167–188      |
| Thüringen              | 08                    | 189–196      |
| Rheinland-Pfalz        | 15                    | 197–211      |
| Bayern                 | 46                    | 212–257      |
| Baden-Württemberg      | 38                    | 258–295      |
| Saarland               | 04                    | 296–299      |

## Änderungen der Wahlkreiseinteilung
Gegenüber der Wahlkreiseinteilung für die Bundestagswahl 2017 blieb die Verteilung auf die Länder unverändert. In Brandenburg, Nordrhein-Westfalen und Bayern wurde die Zusammensetzung von insgesamt 13 Wahlkreisen verändert, um eine Abweichung von mehr als 25 % vom Bevölkerungsdurchschnitt aller Wahlkreise zu vermeiden (vgl. § 3 Abs. 1 Nr. 3 BWahlG).

### Brandenburg
- Die Stadt Werder (Havel) wechselte aus dem Wahlkreis 61 Potsdam – Potsdam-Mittelmark II – Teltow-Fläming II in den Wahlkreis 60 Brandenburg a.d. Havel – Potsdam-Mittelmark I – Havelland III – Teltow-Fläming I.

### Nordrhein-Westfalen
- Die Stadt Schloß Holte-Stukenbrock wechselte aus dem Wahlkreis 137 Paderborn – Gütersloh III in den Wahlkreis 136 Höxter – Lippe II, der in Höxter – Gütersloh III – Lippe II umbenannt wird. Der Wahlkreis 137 wird in Paderborn umbenannt.
- Die Stadt Detmold wechselte aus dem bisherigen Wahlkreis 136 Höxter – Lippe II in den Wahlkreis 135 Lippe I.

### Bayern
- Die Gemeinden Postau, Weng und Wörth an der Isar wechselten aus dem Wahlkreis 228 Landshut in den Wahlkreis 230 Rottal-Inn.
- Die Gemeinden Brennberg und Wörth an der Donau wechselten aus dem Wahlkreis 233 Regensburg in den Wahlkreis 234 Schwandorf.
- Die Gemeinden Dachsbach, Gerhardshofen und Uehlfeld wechselten aus dem Wahlkreis 243 Fürth in den Wahlkreis 242 Erlangen.
- Die Gemeinde Altenmünster wechselte aus dem Wahlkreis 253 Augsburg-Land in den Wahlkreis 254 Donau-Ries.

### Thüringen
In Thüringen wurde die Zusammensetzung von 4 Wahlkreisen verändert, um infolge kommunaler Gebietsänderungen die kommunalen Grenzen einzuhalten (vgl. § 3 Abs. 1 Nr. 5 BWahlG).
- Die Ortsteile Aschenhausen, Kaltensundheim, Kaltenwestheim, Melpers, Oberkatz und Unterweid der Stadt Kaltennordheim wechselten aus dem Wahlkreis 190 Eisenach – Wartburgkreis – Unstrut-Hainich-Kreis in den Wahlkreis 196 Suhl – Schmalkalden-Meiningen – Hildburghausen – Sonneberg.
- Die Ortsteile Gehlberg und Schmiedefeld am Rennsteig der Stadt Suhl wechselten aus dem Wahlkreis 192 Gotha – Ilm-Kreis in den Wahlkreis 196 Suhl – Schmalkalden-Meiningen – Hildburghausen – Sonneberg.
- Die Ortsteile Lichte und Piesau der Stadt Neuhaus am Rennweg wechselten aus dem Wahlkreis 195 Saalfeld-Rudolstadt – Saale-Holzland-Kreis – Saale-Orla-Kreis in den Wahlkreis 196 Suhl – Schmalkalden-Meiningen – Hildburghausen – Sonneberg.

## Wahlkreise nach Land und Nummerierung

### Schleswig-Holstein
| Nr. | Wahlkreis                          | Gebiet |
| --- | ---------------------------------- | --- |
| 1   | Flensburg – Schleswig              | Flensburg, Kreis Schleswig-Flensburg |
| 2   | Nordfriesland – Dithmarschen Nord  | Kreis Nordfriesland, vom Kreis Dithmarschen die Stadt Heide sowie die Ämter Büsum-Wesselburen, Kirchspielslandgemeinden Eider und Kirchspielslandgemeinde Heider Umland |
| 3   | Steinburg – Dithmarschen Süd       | Kreis Steinburg, vom Kreis Dithmarschen die Stadt Brunsbüttel sowie die Ämter Burg-Sankt Michaelisdonn, Marne-Nordsee und Mitteldithmarschen, vom Kreis Segeberg die Stadt Bad Bramstedt und das Amt Bad Bramstedt-Land |
| 4   | Rendsburg-Eckernförde              | Kreis Rendsburg-Eckernförde ohne die Gemeinden Altenholz und Kronshagen |
| 5   | Kiel                               | Kiel, vom Kreis Rendsburg-Eckernförde die Gemeinden Altenholz und Kronshagen |
| 6   | Plön – Neumünster                  | Kreis Plön, Neumünster, vom Kreis Segeberg das Amt Boostedt-Rickling |
| 7   | Pinneberg                          | Kreis Pinneberg |
| 8   | Segeberg – Stormarn-Mitte          | vom Kreis Segeberg die Gemeinden Bad Segeberg, Ellerau, Henstedt-Ulzburg, Kaltenkirchen, Norderstedt und Wahlstedt, die Ämter Bornhöved, Itzstedt, Kaltenkirchen-Land, Kisdorf, Leezen und Amt Trave-Land, vom Kreis Stormarn die Gemeinden Ammersbek, Bad Oldesloe, Bargteheide und Tangstedt sowie die Ämter Bad Oldesloe-Land und Bargteheide-Land |
| 9   | Ostholstein – Stormarn-Nord        | Kreis Ostholstein, vom Kreis Stormarn die Stadt Reinfeld und das Amt Nordstormarn |
| 10  | Herzogtum Lauenburg – Stormarn-Süd | vom Kreis Herzogtum Lauenburg die Gemeinden Geesthacht, Lauenburg/Elbe, Mölln, Ratzeburg, Schwarzenbek und Wentorf bei Hamburg, die Ämter Breitenfelde, Büchen, Hohe Elbgeest, Lauenburgische Seen, Lütau, Schwarzenbek-Land sowie vom Amt Sandesneben-Nusse die Gemeinden Duvensee, Koberg, Kühsen, Lankau, Nusse, Panten, Poggensee, Ritzerau und Walksfelde, vom Kreis Stormarn die Gemeinden Ahrensburg, Barsbüttel, Glinde, Großhansdorf, Oststeinbek und Reinbek sowie die Ämter Siek und Trittau |
| 11  | Lübeck                             | Lübeck, vom Kreis Herzogtum Lauenburg das Amt Berkenthin sowie vom Amt Sandesneben-Nusse die Gemeinden Grinau, Groß Boden, Groß Schenkenberg, Klinkrade, Labenz, Linau, Lüchow, Sandesneben, Schiphorst, Schönberg, Schürensöhlen, Siebenbäumen, Sirksfelde, Steinhorst, Stubben und Wentorf (Amt Sandesneben) |

### Mecklenburg-Vorpommern
| Nr. | Wahlkreis                                                             | Gebiet |
| --- | --------------------------------------------------------------------- | --- |
| 12  | Schwerin – Ludwigslust-Parchim I – Nordwestmecklenburg I              | Schwerin, vom Landkreis Ludwigslust-Parchim die Städte Boizenburg/Elbe, Hagenow, Ludwigslust und Lübtheen sowie die Ämter Boizenburg-Land, Dömitz-Malliß, Grabow, Hagenow-Land, Ludwigslust-Land, Neustadt-Glewe, Stralendorf, Wittenburg und Zarrentin, vom Landkreis Nordwestmecklenburg die Ämter Gadebusch, Lützow-Lübstorf, Rehna und Schönberger Land |
| 13  | Ludwigslust-Parchim II – Nordwestmecklenburg II – Landkreis Rostock I | vom Landkreis Ludwigslust-Parchim die Stadt Parchim sowie die Ämter Crivitz, Eldenburg-Lübz, Goldberg-Mildenitz, Parchimer Umland, Plau am See und Sternberger Seenlandschaft, vom Landkreis Nordwestmecklenburg die Städte Grevesmühlen und Wismar, die Gemeinde Insel Poel sowie die Ämter Dorf Mecklenburg-Bad Kleinen, Grevesmühlen-Land, Klützer Winkel, Neuburg und Neukloster-Warin, vom Landkreis Rostock die Gemeinden Bad Doberan, Kröpelin, Kühlungsborn, Neubukow und Satow sowie die Ämter Bad Doberan-Land und Neubukow-Salzhaff |
| 14  | Rostock – Landkreis Rostock II                                        | Rostock, vom Landkreis Rostock die Gemeinden Dummerstorf, Graal-Müritz und Sanitz sowie die Ämter Carbäk, Rostocker Heide, Schwaan, Tessin und Warnow-West |
| 15  | Vorpommern-Rügen – Vorpommern-Greifswald I                            | Landkreis Vorpommern-Rügen, vom Landkreis Vorpommern-Greifswald die Stadt Greifswald und das Amt Landhagen |
| 16  | Mecklenburgische Seenplatte I – Vorpommern-Greifswald II              | vom Landkreis Mecklenburgische Seenplatte die Gemeinden Feldberger Seenlandschaft und Neubrandenburg sowie die Ämter Friedland, Neverin, Stargarder Land und Woldegk, Landkreis Vorpommern-Greifswald ohne Greifswald und das Amt Landhagen |
| 17  | Mecklenburgische Seenplatte II – Landkreis Rostock III                | vom Landkreis Mecklenburgische Seenplatte die Städte Dargun, Demmin, Neustrelitz und Waren (Müritz) sowie die Ämter Demmin-Land, Malchin am Kummerower See, Malchow, Mecklenburgische Kleinseenplatte, Neustrelitz-Land, Penzliner Land, Röbel-Müritz, Seenlandschaft Waren, Stavenhagen und Treptower Tollensewinkel, vom Landkreis Rostock die Städte Güstrow und Teterow sowie die Ämter Bützow-Land, Gnoien, Güstrow-Land, Krakow am See, Laage und Mecklenburgische Schweiz                                                               |

### Hamburg
| Nr. | Wahlkreis                   | Gebiet |
| --- | --------------------------- | --- |
| 18  | Hamburg-Mitte               | Bezirk Hamburg-Mitte ohne Wilhelmsburg, vom Bezirk Hamburg-Nord die Stadtteile Barmbek-Nord, Barmbek-Süd, Dulsberg, Hohenfelde und Uhlenhorst |
| 19  | Hamburg-Altona              | Bezirk Altona |
| 20  | Hamburg-Eimsbüttel          | Bezirk Eimsbüttel |
| 21  | Hamburg-Nord                | vom Bezirk Hamburg-Nord die Stadtteile Alsterdorf, Eppendorf, Fuhlsbüttel, Groß Borstel, Hoheluft-Ost, Langenhorn, Ohlsdorf und Winterhude, vom Bezirk Wandsbek die Stadtteile Hummelsbüttel, Poppenbüttel, Sasel, Wellingsbüttel, Lemsahl-Mellingstedt, Duvenstedt, Wohldorf-Ohlstedt und Bergstedt |
| 22  | Hamburg-Wandsbek            | vom Bezirk Wandsbek die Stadtteile Bramfeld, Eilbek, Farmsen-Berne, Jenfeld, Marienthal, Rahlstedt, Steilshoop, Tonndorf, Volksdorf und Wandsbek |
| 23  | Hamburg-Bergedorf – Harburg | Bezirke Bergedorf und Harburg, vom Bezirk Hamburg-Mitte der Stadtteil Wilhelmsburg |

### Niedersachsen
| Nr. | Wahlkreis                                  | Gebiet |
| --- | ------------------------------------------ | --- |
| 24  | Aurich – Emden                             | Landkreis Aurich, Emden |
| 25  | Unterems                                   | Landkreis Leer, vom Landkreis Emsland die Gemeinden Haren (Ems), Papenburg, Rhede und Twist sowie die Samtgemeinden Dörpen, Lathen, Nordhümmling, Sögel und Werlte |
| 26  | Friesland – Wilhelmshaven – Wittmund       | Landkreise Friesland und Wittmund, Wilhelmshaven |
| 27  | Oldenburg – Ammerland                      | Oldenburg, Landkreis Ammerland |
| 28  | Delmenhorst – Wesermarsch – Oldenburg-Land | Delmenhorst, Landkreise Wesermarsch und Oldenburg |
| 29  | Cuxhaven – Stade II                        | Landkreis Cuxhaven, vom Landkreis Stade die Gemeinde Drochtersen sowie die Samtgemeinden Oldendorf-Himmelpforten und Nordkehdingen |
| 30  | Stade I – Rotenburg II                     | vom Landkreis Stade die Gemeinden Stade, Buxtehude und Jork sowie die Samtgemeinden Apensen, Fredenbeck, Harsefeld, Horneburg und Lühe, vom Landkreis Rotenburg (Wümme) die Städte Bremervörde und Gnarrenburg sowie die Samtgemeinden Geestequelle, Selsingen, Sittensen, Tarmstedt und Zeven                        |
| 31  | Mittelems                                  | Landkreis Grafschaft Bentheim, vom Landkreis Emsland die Gemeinden Emsbüren, Geeste, Haselünne, Lingen (Ems), Meppen und Salzbergen sowie die Samtgemeinden Freren, Herzlake, Lengerich und Spelle |
| 32  | Cloppenburg – Vechta                       | Landkreise Cloppenburg und Vechta |
| 33  | Diepholz – Nienburg I                      | Landkreis Diepholz, vom Landkreis Nienburg/Weser die Samtgemeinden Uchte und Grafschaft Hoya |
| 34  | Osterholz – Verden                         | Landkreise Osterholz und Verden |
| 35  | Rotenburg I – Heidekreis                   | vom Landkreis Rotenburg (Wümme) die Städte Rotenburg (Wümme), Scheeßel und Visselhövede sowie die Samtgemeinden Bothel, Fintel und Sottrum, Landkreis Heidekreis |
| 36  | Harburg                                    | Landkreis Harburg |
| 37  | Lüchow-Dannenberg – Lüneburg               | Landkreise Lüchow-Dannenberg und Lüneburg |
| 38  | Osnabrück-Land                             | Landkreis Osnabrück ohne Belm, Georgsmarienhütte, Hagen am Teutoburger Wald, Hasbergen und Wallenhorst |
| 39  | Stadt Osnabrück                            | Osnabrück, vom Landkreis Osnabrück die Gemeinden Belm, Georgsmarienhütte, Hagen am Teutoburger Wald, Hasbergen und Wallenhorst |
| 40  | Nienburg II – Schaumburg                   | Landkreis Nienburg/Weser ohne die Samtgemeinden Uchte und Grafschaft Hoya, Landkreis Schaumburg |
| 41  | Stadt Hannover I                           | Stadtbezirke Vahrenwald-List, Bothfeld-Vahrenheide, Buchholz-Kleefeld, Herrenhausen-Stöcken abzüglich des Stadtteils Herrenhausen, Misburg-Anderten und Nord abzüglich des Stadtteils Nordstadt Vom Stadtbezirk Mitte die Stadtteile Oststadt und Zoo                                                                 |
| 42  | Stadt Hannover II                          | Stadtbezirke Kirchrode-Bemerode-Wülferode, Südstadt-Bult, Döhren-Wülfel, Ricklingen, Linden-Limmer und Ahlem-Badenstedt-Davenstedt, Vom Stadtbezirk Mitte die Stadtteile Calenberger Neustadt und Mitte Vom Stadtbezirk Herrenhausen-Stöcken der Stadtteil Herrenhausen, Vom Stadtbezirk Nord der Stadtteil Nordstadt |
| 43  | Hannover-Land I                            | von der Region Hannover die Gemeinden Burgdorf, Burgwedel, Garbsen, Isernhagen, Langenhagen, Neustadt am Rübenberge, Wedemark und Wunstorf |
| 44  | Celle – Uelzen                             | Landkreise Celle und Uelzen |
| 45  | Gifhorn – Peine                            | Landkreis Gifhorn ohne die Samtgemeinden Boldecker Land und Brome, Landkreis Peine |
| 46  | Hameln-Pyrmont – Holzminden                | Landkreise Hameln-Pyrmont und Holzminden, vom Landkreis Northeim die Gemeinden Bodenfelde und Uslar |
| 47  | Hannover-Land II                           | von der Region Hannover die Gemeinden Barsinghausen, Gehrden, Hemmingen, Laatzen, Lehrte, Pattensen, Ronnenberg, Seelze, Sehnde, Springe, Uetze und Wennigsen |
| 48  | Hildesheim                                 | Landkreis Hildesheim |
| 49  | Salzgitter – Wolfenbüttel                  | Salzgitter, Landkreis Wolfenbüttel, vom Landkreis Goslar die Gemeinden Langelsheim, Liebenburg und Seesen sowie die Samtgemeinde Lutter am Barenberge |
| 50  | Braunschweig                               | Braunschweig |
| 51  | Helmstedt – Wolfsburg                      | Landkreis Helmstedt, Wolfsburg, vom Landkreis Gifhorn die Samtgemeinden Boldecker Land und Brome |
| 52  | Goslar – Northeim – Osterode               | vom Landkreis Goslar die Städte Bad Harzburg, Braunlage, Clausthal-Zellerfeld und Goslar, Landkreis Northeim ohne Bodenfelde und Uslar, vom Landkreis Göttingen die Gemeinden Osterode am Harz, Bad Grund (Harz) und Walkenried sowie die Samtgemeinde Hattorf am Harz                                                |
| 53  | Göttingen                                  | Landkreis Göttingen ohne die Gemeinden Osterode am Harz, Bad Grund (Harz) und Walkenried sowie ohne die Samtgemeinde Hattorf am Harz |

### Bremen
| Nr. | Wahlkreis               | Gebiet |
| --- | ----------------------- | --- |
| 54  | Bremen I                | Stadtbezirk Ost, vom Stadtbezirk Mitte der Stadtteil Mitte, vom Stadtbezirk Süd die Stadtteile Huchting, Obervieland und Neustadt                          |
| 55  | Bremen II – Bremerhaven | Stadtbezirke West und Nord, vom Stadtbezirk Mitte der Stadtteil Häfen, vom Stadtbezirk Süd die Stadtteile Woltmershausen, Seehausen und Strom, Bremerhaven |

### Brandenburg
| Nr. | Wahlkreis                                                                          | Gebiet |
| --- | ---------------------------------------------------------------------------------- | --- |
| 56  | Prignitz – Ostprignitz-Ruppin – Havelland I                                        | Landkreise Prignitz und Ostprignitz-Ruppin, vom Landkreis Havelland die Stadt Nauen sowie die Ämter Friesack, Nennhausen und Rhinow |
| 57  | Uckermark – Barnim I                                                               | Landkreis Uckermark, vom Landkreis Barnim die Gemeinden Eberswalde, Schorfheide und Wandlitz sowie die Ämter Biesenthal-Barnim, Britz-Chorin-Oderberg und Joachimsthal (Schorfheide) |
| 58  | Oberhavel – Havelland II                                                           | Landkreis Oberhavel, vom Landkreis Havelland die Gemeinden Brieselang, Dallgow-Döberitz, Falkensee, Ketzin/Havel, Schönwalde-Glien und Wustermark |
| 59  | Märkisch-Oderland – Barnim II                                                      | Landkreis Märkisch-Oderland, vom Landkreis Barnim die Gemeinden Ahrensfelde, Bernau bei Berlin, Panketal und Werneuchen |
| 60  | Brandenburg an der Havel – Potsdam-Mittelmark I – Havelland III – Teltow-Fläming I | Brandenburg an der Havel, vom Landkreis Potsdam-Mittelmark die Gemeinden Beelitz, Bad Belzig, Groß Kreutz (Havel), Kloster Lehnin, Seddiner See, Treuenbrietzen, Werder (Havel) und Wiesenburg/Mark sowie die Ämter Beetzsee, Brück, Niemegk, Wusterwitz und Ziesar, vom Landkreis Havelland die Gemeinden Milower Land, Premnitz und Rathenow, vom Landkreis Teltow-Fläming die Gemeinden Jüterbog und Niedergörsdorf |
| 61  | Potsdam – Potsdam-Mittelmark II – Teltow-Fläming II                                | Potsdam, vom Landkreis Potsdam-Mittelmark die Gemeinden Kleinmachnow, Michendorf, Nuthetal, Schwielowsee, Stahnsdorf und Teltow, vom Landkreis Teltow-Fläming die Stadt Ludwigsfelde |
| 62  | Dahme-Spreewald – Teltow-Fläming III – Oberspreewald-Lausitz I                     | Landkreis Dahme-Spreewald, vom Landkreis Teltow-Fläming die Gemeinden Am Mellensee, Baruth/Mark, Blankenfelde-Mahlow, Großbeeren, Luckenwalde, Nuthe-Urstromtal, Rangsdorf, Trebbin und Zossen sowie das Amt Dahme/Mark, vom Landkreis Oberspreewald-Lausitz die Stadt Lübbenau |
| 63  | Frankfurt (Oder) – Oder-Spree                                                      | Frankfurt (Oder), Landkreis Oder-Spree |
| 64  | Cottbus – Spree-Neiße                                                              | Cottbus, Landkreis Spree-Neiße |
| 65  | Elbe-Elster – Oberspreewald-Lausitz II                                             | Landkreis Elbe-Elster, Landkreis Oberspreewald-Lausitz ohne die Stadt Lübbenau |

### Sachsen-Anhalt
| Nr. | Wahlkreis               | Gebiet |
| --- | ----------------------- | --- |
| 66  | Altmark                 | Altmarkkreis Salzwedel und Landkreis Stendal |
| 67  | Börde – Jerichower Land | Landkreise Börde und Jerichower Land |
| 68  | Harz                    | Landkreis Harz, vom Salzlandkreis die Gemeinden Aschersleben und Seeland |
| 69  | Magdeburg               | Magdeburg, vom Salzlandkreis die Gemeinden Barby, Bördeland, Calbe (Saale) und Schönebeck (Elbe) |
| 70  | Dessau – Wittenberg     | Dessau-Roßlau, Landkreis Wittenberg |
| 71  | Anhalt                  | Landkreis Anhalt-Bitterfeld, vom Salzlandkreis die Gemeinden Bernburg (Saale), Hecklingen, Könnern, Nienburg (Saale) und Staßfurt sowie die Verbandsgemeinden Egelner Mulde und Saale-Wipper        |
| 72  | Halle                   | Halle (Saale), vom Saalekreis die Gemeinden Kabelsketal, Landsberg und Petersberg |
| 73  | Burgenland – Saalekreis | Burgenlandkreis, vom Saalekreis die Gemeinden Bad Dürrenberg, Braunsbedra, Leuna und Schkopau |
| 74  | Mansfeld                | Landkreis Mansfeld-Südharz, vom Saalekreis die Gemeinden Bad Lauchstädt, Merseburg, Mücheln (Geiseltal), Querfurt, Salzatal, Teutschenthal und Wettin-Löbejün sowie die Verbandsgemeinde Weida-Land |

### Berlin
| Nr. | Wahlkreis                                               | Gebiet |
| --- | ------------------------------------------------------- | --- |
| 75  | Berlin-Mitte                                            | Bezirk Mitte |
| 76  | Berlin-Pankow                                           | Bezirk Pankow ohne den südöstlichen Teil von Prenzlauer Berg                                                               |
| 77  | Berlin-Reinickendorf                                    | Bezirk Reinickendorf |
| 78  | Berlin-Spandau – Charlottenburg Nord                    | Bezirk Spandau, vom Bezirk Charlottenburg-Wilmersdorf das Gebiet nördlich der Spree (Kalowswerder und Charlottenburg-Nord) |
| 79  | Berlin-Steglitz – Zehlendorf                            | Bezirk Steglitz-Zehlendorf                                                                                                 |
| 80  | Berlin-Charlottenburg – Wilmersdorf                     | Bezirk Charlottenburg-Wilmersdorf ohne das Gebiet nördlich der Spree (Kalowswerder und Charlottenburg-Nord)                |
| 81  | Berlin-Tempelhof – Schöneberg                           | Bezirk Tempelhof-Schöneberg                                                                                                |
| 82  | Berlin-Neukölln                                         | Bezirk Neukölln |
| 83  | Berlin-Friedrichshain – Kreuzberg – Prenzlauer Berg Ost | Bezirk Friedrichshain-Kreuzberg, vom Bezirk Pankow der südöstliche Teil von Prenzlauer Berg                                |
| 84  | Berlin-Treptow – Köpenick                               | Bezirk Treptow-Köpenick |
| 85  | Berlin-Marzahn – Hellersdorf                            | Bezirk Marzahn-Hellersdorf                                                                                                 |
| 86  | Berlin-Lichtenberg                                      | Bezirk Lichtenberg |

### Nordrhein-Westfalen
| Nr. | Wahlkreis                           | Gebiet |
| --- | ----------------------------------- | --- |
| 87  | Aachen I                            | von der Städteregion Aachen die Stadt Aachen |
| 88  | Aachen II                           | Städteregion Aachen ohne die Stadt Aachen |
| 89  | Heinsberg                           | Kreis Heinsberg |
| 90  | Düren                               | Kreis Düren |
| 91  | Rhein-Erft-Kreis I                  | Vom Rhein-Erft-Kreis die Gemeinden Bedburg, Bergheim, Pulheim, Elsdorf, Frechen, Hürth und Kerpen                                                                                        |
| 92  | Euskirchen – Rhein-Erft-Kreis II    | Kreis Euskirchen, vom Rhein-Erft-Kreis die Gemeinden Brühl, Erftstadt und Wesseling |
| 93  | Köln I                              | vom Stadtbezirk Innenstadt die Stadtteile Altstadt-Nord, Neustadt-Nord und Deutz, Stadtbezirke Porz und Kalk                                                                             |
| 94  | Köln II                             | vom Stadtbezirk Innenstadt die Stadtteile Altstadt-Süd und Neustadt-Süd, Stadtbezirke Rodenkirchen und Lindenthal                                                                        |
| 95  | Köln III                            | Stadtbezirke Ehrenfeld, Nippes und Chorweiler |
| 96  | Bonn                                | Bonn |
| 97  | Rhein-Sieg-Kreis I                  | Siegburg, Troisdorf, Eitorf, Hennef, Lohmar, Much, Neunkirchen-Seelscheid, Niederkassel, Ruppichteroth und Windeck                                                                       |
| 98  | Rhein-Sieg-Kreis II                 | Sankt Augustin, Königswinter, Alfter, Bad Honnef, Bornheim, Meckenheim, Rheinbach, Swisttal und Wachtberg                                                                                |
| 99  | Oberbergischer Kreis                | Oberbergischer Kreis |
| 100 | Rheinisch-Bergischer Kreis          | Rheinisch-Bergischer Kreis |
| 101 | Leverkusen – Köln IV                | Leverkusen, von Köln der Stadtbezirk Mülheim |
| 102 | Wuppertal I                         | Wuppertal ohne die Stadtbezirke Cronenberg und Ronsdorf |
| 103 | Solingen – Remscheid – Wuppertal II | Solingen, Remscheid, von Wuppertal die Stadtbezirke Cronenberg und Ronsdorf |
| 104 | Mettmann I                          | vom Kreis Mettmann die Städte Erkrath, Haan, Hilden, Langenfeld, Mettmann und Monheim am Rhein                                                                                           |
| 105 | Mettmann II                         | vom Kreis Mettmann die Städte Heiligenhaus, Ratingen, Velbert und Wülfrath |
| 106 | Düsseldorf I                        | Stadtbezirke 1, 2, 4, 5, 6, 7 |
| 107 | Düsseldorf II                       | Stadtbezirke 3, 8, 9, 10 |
| 108 | Neuss I                             | vom Rhein-Kreis Neuss die Gemeinden Dormagen, Grevenbroich, Neuss und Rommerskirchen |
| 109 | Mönchengladbach                     | Mönchengladbach |
| 110 | Krefeld I – Neuss II                | von Krefeld die Stadtbezirke West, Süd, Fischeln, Oppum-Linn und Uerdingen, vom Rhein-Kreis Neuss die Städte Jüchen, Kaarst, Meerbusch und Korschenbroich                                |
| 111 | Viersen                             | Kreis Viersen |
| 112 | Kleve                               | Kreis Kleve |
| 113 | Wesel I                             | vom Kreis Wesel die Gemeinden Alpen, Wesel, Hamminkeln, Hünxe, Kamp-Lintfort, Schermbeck, Voerde, Xanten, Rheinberg, Sonsbeck                                                            |
| 114 | Krefeld II – Wesel II               | von Krefeld die Stadtbezirke Nord, Hüls, Mitte und Ost, vom Kreis Wesel die Städte Moers und Neukirchen-Vluyn                                                                            |
| 115 | Duisburg I                          | Stadtbezirke Rheinhausen und Süd sowie Stadtbezirk Mitte ohne Duissern |
| 116 | Duisburg II                         | Stadtbezirke Walsum, Hamborn, Meiderich/Beeck und Homberg/Ruhrort/Baerl sowie vom Stadtbezirk Mitte der Stadtteil Duissern                                                               |
| 117 | Oberhausen – Wesel III              | Oberhausen, vom Kreis Wesel die Stadt Dinslaken |
| 118 | Mülheim – Essen I                   | Mülheim an der Ruhr, von Essen der Stadtbezirk IV |
| 119 | Essen II                            | Stadtbezirke I, V, VI und VII |
| 120 | Essen III                           | Stadtbezirke II, III, VIII und IX |
| 121 | Recklinghausen I                    | vom Kreis Recklinghausen die Städte Castrop-Rauxel, Recklinghausen und Waltrop |
| 122 | Recklinghausen II                   | vom Kreis Recklinghausen die Städte Datteln, Haltern am See, Herten, Marl und Oer-Erkenschwick                                                                                           |
| 123 | Gelsenkirchen                       | Gelsenkirchen |
| 124 | Steinfurt I – Borken I              | vom Kreis Steinfurt die Gemeinden Horstmar, Metelen, Neuenkirchen, Ochtrup, Rheine, Steinfurt und Wettringen, vom Kreis Borken die Gemeinden Ahaus, Gronau, Heek, Legden und Schöppingen |
| 125 | Bottrop – Recklinghausen III        | Bottrop, vom Kreis Recklinghausen die Städte Gladbeck und Dorsten |
| 126 | Borken II                           | vom Kreis Borken die Gemeinden Bocholt, Borken, Gescher, Isselburg, Rhede, Stadtlohn, Südlohn, Velen, Vreden, Heiden, Raesfeld und Reken                                                 |
| 127 | Coesfeld – Steinfurt II             | Kreis Coesfeld, vom Kreis Steinfurt die Gemeinden Altenberge, Laer und Nordwalde |
| 128 | Steinfurt III                       | vom Kreis Steinfurt die Gemeinden Emsdetten, Greven, Hörstel, Hopsten, Ibbenbüren, Ladbergen, Lengerich, Lienen, Lotte, Mettingen, Recke, Saerbeck, Tecklenburg und Westerkappeln        |
| 129 | Münster                             | Münster |
| 130 | Warendorf                           | Kreis Warendorf |
| 131 | Gütersloh I                         | Kreis Gütersloh ohne die Städte Werther (Westfalen) und Schloß Holte-Stukenbrock |
| 132 | Bielefeld – Gütersloh II            | Bielefeld, vom Kreis Gütersloh die Stadt Werther (Westfalen) |
| 133 | Herford – Minden-Lübbecke II        | Kreis Herford, vom Kreis Minden-Lübbecke die Stadt Bad Oeynhausen |
| 134 | Minden-Lübbecke I                   | Kreis Minden-Lübbecke ohne die Stadt Bad Oeynhausen |
| 135 | Lippe I                             | vom Kreis Lippe die Gemeinden Detmold, Lemgo, Lage, Bad Salzuflen, Oerlinghausen, Leopoldshöhe, Barntrup, Blomberg, Dörentrup, Kalletal und Extertal                                     |
| 136 | Höxter – Gütersloh III – Lippe II   | Kreis Höxter, vom Kreis Gütersloh die Gemeinde Schloß Holte-Stukenbrock, vom Kreis Lippe die Gemeinden Augustdorf, Horn-Bad Meinberg, Lügde, Schieder-Schwalenberg und Schlangen         |
| 137 | Paderborn                           | Kreis Paderborn |
| 138 | Hagen – Ennepe-Ruhr-Kreis I         | Hagen, vom Ennepe-Ruhr-Kreis die Städte Breckerfeld, Gevelsberg, Schwelm und Ennepetal                                                                                                   |
| 139 | Ennepe-Ruhr-Kreis II                | vom Ennepe-Ruhr-Kreis die Städte Hattingen, Herdecke, Sprockhövel, Wetter und Witten |
| 140 | Bochum I                            | von Bochum die Stadtbezirke Mitte, Wattenscheid, Süd und Südwest |
| 141 | Herne – Bochum II                   | Herne, von Bochum die Stadtbezirke Nord und Ost |
| 142 | Dortmund I                          | Stadtbezirke Innenstadt-West, Innenstadt-Ost, Hombruch, Huckarde, Lütgendortmund und Mengede                                                                                             |
| 143 | Dortmund II                         | Stadtbezirke Innenstadt-Nord, Eving, Aplerbeck, Brackel, Hörde und Scharnhorst |
| 144 | Unna I                              | vom Kreis Unna die Gemeinden Unna, Kamen, Bergkamen, Bönen, Fröndenberg/Ruhr, Holzwickede und Schwerte                                                                                   |
| 145 | Hamm – Unna II                      | Hamm, vom Kreis Unna die Städte Lünen, Selm und Werne |
| 146 | Soest                               | Kreis Soest |
| 147 | Hochsauerlandkreis                  | Hochsauerlandkreis |
| 148 | Siegen-Wittgenstein                 | Kreis Siegen-Wittgenstein |
| 149 | Olpe – Märkischer Kreis I           | Kreis Olpe, vom Märkischen Kreis die Gemeinden Lüdenscheid, Meinerzhagen, Kierspe, Halver, Herscheid und Schalksmühle                                                                    |
| 150 | Märkischer Kreis II                 | vom Märkischen Kreis die Gemeinden Iserlohn, Altena, Plettenberg, Werdohl, Balve, Hemer, Menden (Sauerland), Nachrodt-Wiblingwerde und Neuenrade                                         |

### Sachsen
| Nr. | Wahlkreis                              | Gebiet |
| --- | -------------------------------------- | --- |
| 151 | Nordsachsen                            | Landkreis Nordsachsen |
| 152 | Leipzig I                              | Stadtbezirke Alt-West, Nord, Nordost, Nordwest, Ost |
| 153 | Leipzig II                             | Stadtbezirke Mitte, Süd, Südost, Südwest, West |
| 154 | Leipzig-Land                           | Landkreis Leipzig |
| 155 | Meißen                                 | Landkreis Meißen |
| 156 | Bautzen I                              | Landkreis Bautzen ohne Arnsdorf, Ottendorf-Okrilla, Radeberg, Wachau und Großröhrsdorf |
| 157 | Görlitz                                | Landkreis Görlitz |
| 158 | Sächsische Schweiz – Osterzgebirge     | Landkreis Sächsische Schweiz-Osterzgebirge |
| 159 | Dresden I                              | von Dresden die Stadtbezirke Altstadt, Blasewitz, Leuben, Plauen und Prohlis |
| 160 | Dresden II – Bautzen II                | von Dresden die Stadtbezirke Cotta, Klotzsche, Loschwitz, Neustadt und Pieschen sowie die Ortschaften Altfranken, Cossebaude, Gompitz, Langebrück, Mobschatz, Oberwartha, Schönborn, Schönfeld-Weißig und Weixdorf, vom Landkreis Bautzen die Gemeinden Arnsdorf, Ottendorf-Okrilla, Radeberg, Wachau und Großröhrsdorf |
| 161 | Mittelsachsen                          | Landkreis Mittelsachsen ohne die Gemeinden Geringswalde, Lunzenau, Penig, Claußnitz, Erlau, Hartmannsdorf, Königshain-Wiederau, Lichtenau und Wechselburg sowie ohne die Verwaltungsgemeinschaften Burgstädt und Rochlitz |
| 162 | Chemnitz                               | Chemnitz |
| 163 | Chemnitzer Umland – Erzgebirgskreis II | vom Landkreis Mittelsachsen die Gemeinden Geringswalde, Lunzenau, Penig, Claußnitz, Erlau, Hartmannsdorf, Königshain-Wiederau, Lichtenau und Wechselburg sowie die Verwaltungsgemeinschaften Burgstädt und Rochlitz, vom Landkreis Zwickau die Gemeinden Callenberg, Gersdorf, Hohenstein-Ernstthal und Oberlungwitz sowie die Verwaltungsgemeinschaften Limbach-Oberfrohna und Rund um den Auersberg, vom Erzgebirgskreis die Gemeinden Lugau, Oelsnitz/Erzgeb., Stollberg/Erzgeb., Thalheim/Erzgeb., Zwönitz, Auerbach, Burkhardtsdorf, Erlbach-Kirchberg, Gornsdorf, Hohndorf, Hormersdorf, Jahnsdorf/Erzgeb., Neukirchen/Erzgeb., Niederdorf und Niederwürschnitz sowie die Verwaltungsgemeinschaften Burkhardtsdorf, Lugau, Stollberg/Erzgeb. und Zwönitz |
| 164 | Erzgebirgskreis I                      | vom Erzgebirgskreis die Gemeinden Amtsberg, Annaberg-Buchholz, Aue-Bad Schlema, Breitenbrunn/Erzgeb., Crottendorf, Drebach, Ehrenfriedersdorf, Eibenstock, Gelenau/Erzgeb., Großolbersdorf, Großrückerswalde, Grünhain-Beierfeld, Jöhstadt, Johanngeorgenstadt, Lauter-Bernsbach, Lößnitz, Marienberg, Mildenau, Kurort Oberwiesenthal, Olbernhau, Pockau-Lengefeld, Raschau-Markersbach, Schneeberg, Schönheide, Schwarzenberg/Erzgeb., Sehmatal, Stützengrün, Thermalbad Wiesenbad, Thum und Wolkenstein, die Verwaltungsgemeinschaften Bärenstein-Königswalde, Geyer, Scheibenberg-Schlettau, Seiffen/Erzgeb., Zschopau, Zschorlau und Zwönitz sowie der Verwaltungsverband Wildenstein                                                                     |
| 165 | Zwickau                                | Landkreis Zwickau ohne die Gemeinden Callenberg, Gersdorf, Hohenstein-Ernstthal und Oberlungwitz sowie ohne die Verwaltungsgemeinschaften Limbach-Oberfrohna und Rund um den Auersberg |
| 166 | Vogtlandkreis                          | Vogtlandkreis |

### Hessen
| Nr. | Wahlkreis                            | Gebiet |
| --- | ------------------------------------ | --- |
| 167 | Waldeck                              | vom Landkreis Waldeck-Frankenberg die Gemeinden Bad Arolsen, Bad Wildungen, Diemelsee, Diemelstadt, Edertal, Korbach, Lichtenfels, Twistetal, Volkmarsen, Waldeck und Willingen (Upland), vom Landkreis Kassel die Gemeinden Bad Emstal, Bad Karlshafen, Baunatal, Breuna, Calden, Grebenstein, Habichtswald, Hofgeismar, Immenhausen, Liebenau, Naumburg, Reinhardshagen, Schauenburg, Trendelburg, Wesertal, Wolfhagen und Zierenberg sowie der Gutsbezirk Reinhardswald |
| 168 | Kassel                               | Kassel, vom Landkreis Kassel die Gemeinden Ahnatal, Espenau, Fuldabrück, Fuldatal, Helsa, Kaufungen, Lohfelden, Nieste, Niestetal, Söhrewald und Vellmar |
| 169 | Werra-Meißner – Hersfeld-Rotenburg   | Werra-Meißner-Kreis, Landkreis Hersfeld-Rotenburg |
| 170 | Schwalm-Eder                         | Schwalm-Eder-Kreis, vom Landkreis Waldeck-Frankenberg die Gemeinden Allendorf (Eder), Battenberg (Eder), Bromskirchen, Burgwald, Frankenau, Frankenberg (Eder), Gemünden (Wohra), Haina (Kloster), Hatzfeld (Eder), Rosenthal und Vöhl |
| 171 | Marburg                              | Landkreis Marburg-Biedenkopf |
| 172 | Lahn-Dill                            | Lahn-Dill-Kreis, vom Landkreis Gießen die Gemeinden Biebertal und Wettenberg |
| 173 | Gießen                               | Landkreis Gießen ohne die Gemeinden Biebertal und Wettenberg, vom Vogelsbergkreis die Gemeinden Alsfeld, Antrifttal, Feldatal, Gemünden (Felda), Homberg (Ohm), Kirtorf, Mücke und Romrod |
| 174 | Fulda                                | Landkreis Fulda, vom Vogelsbergkreis die Gemeinden Freiensteinau, Grebenau, Grebenhain, Herbstein, Lauterbach (Hessen), Lautertal (Vogelsberg), Schlitz, Schwalmtal, Ulrichstein und Wartenberg |
| 175 | Main-Kinzig – Wetterau II – Schotten | vom Main-Kinzig-Kreis die Gemeinden Bad Orb, Bad Soden-Salmünster, Biebergemünd, Birstein, Brachttal, Flörsbachtal, Freigericht, Gelnhausen, Gründau, Jossgrund, Linsengericht, Schlüchtern, Sinntal, Steinau an der Straße und Wächtersbach sowie den Gutsbezirk Spessart, vom Wetteraukreis die Gemeinden Altenstadt, Büdingen, Gedern, Glauburg, Hirzenhain, Kefenrod, Limeshain und Ortenberg, vom Vogelsbergkreis die Stadt Schotten                                  |
| 176 | Hochtaunus                           | vom Hochtaunuskreis die Gemeinden Bad Homburg vor der Höhe, Friedrichsdorf, Glashütten, Grävenwiesbach, Neu-Anspach, Oberursel (Taunus), Schmitten, Usingen, Wehrheim und Weilrod, vom Landkreis Limburg-Weilburg die Gemeinden Beselich, Löhnberg, Mengerskirchen, Merenberg, Runkel, Villmar, Weilburg, Weilmünster und Weinbach |
| 177 | Wetterau I                           | vom Wetteraukreis die Gemeinden Bad Nauheim, Bad Vilbel, Butzbach, Echzell, Florstadt, Friedberg (Hessen), Karben, Münzenberg, Nidda, Niddatal, Ober-Mörlen, Ranstadt, Reichelsheim (Wetterau), Rockenberg, Rosbach vor der Höhe, Wölfersheim und Wöllstadt |
| 178 | Rheingau-Taunus – Limburg            | Rheingau-Taunus-Kreis, vom Landkreis Limburg-Weilburg die Gemeinden Bad Camberg, Brechen, Dornburg, Elbtal, Elz, Hadamar, Hünfelden, Limburg, Selters (Taunus) und Waldbrunn (Westerwald) |
| 179 | Wiesbaden                            | Wiesbaden |
| 180 | Hanau                                | vom Main-Kinzig-Kreis die Gemeinden Bruchköbel, Erlensee, Großkrotzenburg, Hammersbach, Hanau, Hasselroth, Langenselbold, Maintal, Neuberg, Nidderau, Niederdorfelden, Rodenbach, Ronneburg und Schöneck |
| 181 | Main-Taunus                          | Main-Taunus-Kreis, vom Hochtaunuskreis die Städte Königstein, Kronberg und Steinbach |
| 182 | Frankfurt am Main I                  | Ortsbezirke Innenstadt I, Innenstadt II, Mitte-West, Nord-West und Mitte-Nord Ortsbezirk West abzüglich des Stadtteils Schwanheim |
| 183 | Frankfurt am Main II                 | Ortsbezirke Innenstadt III, Bornheim/Ostend, Süd, Nord-Ost, Ost, Kalbach-Riedberg, Nieder-Erlenbach, Harheim, Nieder-Eschbach und Bergen-Enkheim Vom Ortsbezirk West der Stadtteil Schwanheim |
| 184 | Groß-Gerau                           | Landkreis Groß-Gerau |
| 185 | Offenbach                            | Offenbach am Main, vom Landkreis Offenbach die Gemeinden Dietzenbach, Dreieich, Egelsbach, Heusenstamm, Langen, Mühlheim am Main, Neu-Isenburg und Obertshausen |
| 186 | Darmstadt                            | Darmstadt, vom Landkreis Darmstadt-Dieburg die Gemeinden Alsbach-Hähnlein, Bickenbach, Eppertshausen, Erzhausen, Griesheim, Messel, Modautal, Mühltal, Münster (Hessen), Ober-Ramstadt, Pfungstadt, Roßdorf, Seeheim-Jugenheim und Weiterstadt |
| 187 | Odenwald                             | Odenwaldkreis, vom Landkreis Darmstadt-Dieburg die Gemeinden Babenhausen, Dieburg, Fischbachtal, Groß-Bieberau, Groß-Umstadt, Groß-Zimmern, Otzberg, Reinheim und Schaafheim, vom Landkreis Offenbach die Gemeinden Hainburg, Mainhausen, Rodgau, Rödermark und Seligenstadt |
| 188 | Bergstraße                           | Landkreis Bergstraße |

### Thüringen
| Nr. | Wahlkreis                                                     | Gebiet                                                                        |
| --- | ------------------------------------------------------------- | ----------------------------------------------------------------------------- |
| 189 | Eichsfeld – Nordhausen – Kyffhäuserkreis                      | Landkreise Eichsfeld, Nordhausen und Kyffhäuserkreis                          |
| 190 | Eisenach – Wartburgkreis – Unstrut-Hainich-Kreis              | Landkreise Wartburgkreis und Unstrut-Hainich-Kreis                            |
| 191 | Jena – Sömmerda – Weimarer Land I                             | Jena, Landkreis Sömmerda, Landkreis Weimarer Land ohne die Gemeinde Grammetal |
| 192 | Gotha – Ilm-Kreis                                             | Landkreise Gotha und Ilm-Kreis                                                |
| 193 | Erfurt – Weimar – Weimarer Land II                            | Erfurt, Weimar, vom Landkreis Weimarer Land die Gemeinde Grammetal            |
| 194 | Gera – Greiz – Altenburger Land                               | Gera, Landkreise Greiz und Altenburger Land                                   |
| 195 | Saalfeld-Rudolstadt – Saale-Holzland-Kreis – Saale-Orla-Kreis | Landkreise Saalfeld-Rudolstadt, Saale-Holzland-Kreis und Saale-Orla-Kreis     |
| 196 | Suhl – Schmalkalden-Meiningen – Hildburghausen – Sonneberg    | Suhl, Landkreise Schmalkalden-Meiningen, Hildburghausen und Sonneberg         |

### Rheinland-Pfalz
| Nr. | Wahlkreis                | Gebiet |
| --- | ------------------------ | --- |
| 197 | Neuwied                  | Landkreise Neuwied und Altenkirchen (Westerwald) |
| 198 | Ahrweiler                | Landkreis Ahrweiler, vom Landkreis Mayen-Koblenz die Städte Andernach und Mayen sowie die Verbandsgemeinden Maifeld, Mendig, Pellenz und Vordereifel |
| 199 | Koblenz                  | Koblenz, vom Rhein-Lahn-Kreis die Stadt Lahnstein, die Verbandsgemeinde Loreley sowie die Gemeinden Arzbach, Bad Ems, Becheln, Dausenau, Fachbach, Frücht, Kemmenau, Miellen und Nievern, vom Landkreis Mayen-Koblenz die Stadt Bendorf sowie die Verbandsgemeinden Rhein-Mosel, Vallendar und Weißenthurm                  |
| 200 | Mosel/Rhein-Hunsrück     | Landkreise Cochem-Zell und Rhein-Hunsrück-Kreis, vom Landkreis Bernkastel-Wittlich die Verbandsgemeinden Bernkastel-Kues und Thalfang am Erbeskopf sowie die Gemeinden Morbach, Burg (Mosel), Enkirch, Irmenach, Lötzbeuren, Starkenburg und Traben-Trarbach                                                                |
| 201 | Kreuznach                | Landkreise Bad Kreuznach und Birkenfeld |
| 202 | Bitburg                  | Eifelkreis Bitburg-Prüm und Landkreis Vulkaneifel, vom Landkreis Bernkastel-Wittlich die Stadt Wittlich, die Verbandsgemeinde Wittlich-Land sowie die Gemeinden Bausendorf, Bengel, Diefenbach, Flußbach, Hontheim, Kinderbeuern, Kinheim, Kröv, Reil und Willwerscheid der Verbandsgemeinde Traben-Trarbach                |
| 203 | Trier                    | Trier, Landkreis Trier-Saarburg |
| 204 | Montabaur                | Westerwaldkreis, vom Rhein-Lahn-Kreis die Verbandsgemeinden Aar-Einrich, Diez, Nastätten sowie die Gemeinden Attenhausen, Dessighofen, Dienethal, Dornholzhausen, Geisig, Hömberg, Lollschied, Misselberg, Nassau, Obernhof, Oberwies, Pohl, Schweighausen, Seelbach, Singhofen, Sulzbach, Weinähr, Winden und Zimmerschied |
| 205 | Mainz                    | Mainz, vom Landkreis Mainz-Bingen die Gemeinden Bingen am Rhein, Budenheim und Ingelheim am Rhein sowie die Verbandsgemeinden Gau-Algesheim, Nieder-Olm und Rhein-Nahe |
| 206 | Worms                    | Worms, Landkreis Alzey-Worms, vom Landkreis Mainz-Bingen die Verbandsgemeinden Bodenheim, Rhein-Selz und Sprendlingen-Gensingen |
| 207 | Ludwigshafen/Frankenthal | Ludwigshafen am Rhein, Frankenthal (Pfalz), vom Rhein-Pfalz-Kreis die Gemeinden Bobenheim-Roxheim, Böhl-Iggelheim, Limburgerhof, Mutterstadt, die Verbandsgemeinden Dannstadt-Schauernheim, Lambsheim-Heßheim und Maxdorf sowie die Ortsgemeinden Altrip und Neuhofen der Verbandsgemeinde Rheinauen                        |
| 208 | Neustadt – Speyer        | Neustadt an der Weinstraße, Speyer, Landkreis Bad Dürkheim, vom Rhein-Pfalz-Kreis die Verbandsgemeinde Römerberg-Dudenhofen, die Gemeinde Schifferstadt sowie die Ortsgemeinden Otterstadt und Waldsee der Verbandsgemeinde Rheinauen                                                                                       |
| 209 | Kaiserslautern           | Kaiserslautern, Landkreise Kusel und Donnersbergkreis, vom Landkreis Kaiserslautern die Verbandsgemeinden Enkenbach-Alsenborn, Otterbach-Otterberg und Weilerbach |
| 210 | Pirmasens                | Pirmasens, Zweibrücken, Landkreis Südwestpfalz, vom Landkreis Kaiserslautern die Verbandsgemeinden Bruchmühlbach-Miesau, Landstuhl und Ramstein-Miesenbach |
| 211 | Südpfalz                 | Landau in der Pfalz, Landkreise Germersheim und Südliche Weinstraße |

### Bayern
| Nr. | Wahlkreis                          | Gebiet |
| --- | ---------------------------------- | --- |
| 212 | Altötting                          | Landkreise Altötting und Mühldorf am Inn |
| 213 | Erding – Ebersberg                 | Landkreise Erding und Ebersberg |
| 214 | Freising                           | Landkreise Freising und Pfaffenhofen an der Ilm, vom Landkreis Neuburg-Schrobenhausen die Gemeinden Schrobenhausen, Aresing, Berg im Gau, Brunnen, Gachenbach, Langenmosen und Waidhofen |
| 215 | Fürstenfeldbruck                   | Landkreis Fürstenfeldbruck ohne die Stadt Germering, Landkreis Dachau |
| 216 | Ingolstadt                         | Ingolstadt, Landkreis Eichstätt, vom Landkreis Neuburg-Schrobenhausen die Gemeinden Bergheim, Burgheim, Ehekirchen, Karlshuld, Karlskron, Königsmoos, Neuburg an der Donau, Oberhausen, Rennertshofen, Rohrenfels und Weichering |
| 217 | München-Nord                       | Stadtbezirke Maxvorstadt, Schwabing-West, Moosach, Milbertshofen-Am Hart, Schwabing-Freimann und Feldmoching-Hasenbergl |
| 218 | München-Ost                        | Stadtbezirke Altstadt-Lehel, Au-Haidhausen, Trudering-Riem, Berg am Laim, Bogenhausen und Ramersdorf-Perlach |
| 219 | München-Süd                        | Stadtbezirke Sendling, Sendling-Westpark, Obergiesing-Fasangarten, Untergiesing-Harlaching, Thalkirchen-Obersendling-Forstenried-Fürstenried-Solln und Hadern |
| 220 | München-West/Mitte                 | Stadtbezirke Ludwigsvorstadt-Isarvorstadt, Schwanthalerhöhe, Neuhausen-Nymphenburg, Pasing-Obermenzing, Aubing-Lochhausen-Langwied, Allach-Untermenzing und Laim |
| 221 | München-Land                       | Landkreis München |
| 222 | Rosenheim                          | Rosenheim, Landkreis Rosenheim |
| 223 | Bad Tölz-Wolfratshausen – Miesbach | Landkreise Bad Tölz-Wolfratshausen und Miesbach |
| 224 | Starnberg – Landsberg am Lech      | Landkreis Starnberg und Landsberg am Lech, vom Landkreis Fürstenfeldbruck die Stadt Germering |
| 225 | Traunstein                         | Landkreis Traunstein und Berchtesgadener Land |
| 226 | Weilheim                           | Landkreise Weilheim-Schongau und Garmisch-Partenkirchen |
| 227 | Deggendorf                         | Landkreis Deggendorf und Freyung-Grafenau, vom Landkreis Passau die Gemeinden Aicha vorm Wald, Eging am See, Fürstenstein und Hofkirchen |
| 228 | Landshut                           | Landshut, Landkreis Kelheim, Landkreis Landshut ohne die Gemeinden Aham, Gerzen, Kröning, Postau, Schalkham, Weng und Wörth an der Isar |
| 229 | Passau                             | Passau, Landkreis Passau ohne die Gemeinden Aicha vorm Wald, Eging am See, Fürstenstein und Hofkirchen |
| 230 | Rottal-Inn                         | Landkreise Rottal-Inn und Dingolfing-Landau, vom Landkreis Landshut Gemeinden Aham, Gerzen, Kröning, Postau, Schalkham, Weng und Wörth an der Isar |
| 231 | Straubing                          | Straubing, Landkreise Regen und Straubing-Bogen |
| 232 | Amberg                             | Amberg, Landkreise Amberg-Sulzbach und Neumarkt in der Oberpfalz |
| 233 | Regensburg                         | Regensburg, Landkreis Regensburg ohne die Gemeinden Brennberg und Wörth an der Donau |
| 234 | Schwandorf                         | Landkreise Schwandorf und Cham, vom Landkreis Regensburg die Gemeinden Brennberg und Wörth an der Donau |
| 235 | Weiden                             | Weiden in der Oberpfalz, Landkreise Tirschenreuth und Neustadt an der Waldnaab |
| 236 | Bamberg                            | Bamberg, vom Landkreis Bamberg die Gemeinden Altendorf, Burgebrach, Burgwindheim, Buttenheim, Ebrach, Frensdorf, Hallstadt, Hirschaid, Lisberg, Pettstadt, Pommersfelden, Priesendorf, Schlüsselfeld, Schönbrunn im Steigerwald, Stegaurach, Strullendorf und Walsdorf, vom Landkreis Forchheim die Gemeinden Forchheim, Dormitz, Effeltrich, Eggolsheim, Hallerndorf, Hausen, Heroldsbach, Hetzles, Igensdorf, Kirchehrenbach, Kleinsendelbach, Kunreuth, Langensendelbach, Leutenbach, Neunkirchen am Brand, Pinzberg, Poxdorf, Weilersbach und Wiesenthau |
| 237 | Bayreuth                           | Bayreuth, Landkreis Bayreuth, vom Landkreis Forchheim die Gemeinden Ebermannstadt, Gräfenberg, Egloffstein, Gößweinstein, Hiltpoltstein, Igensdorf, Obertrubach, Pretzfeld, Unterleinleiter, Weißenohe und Wiesenttal |
| 238 | Coburg                             | Coburg, Landkreise Coburg und Kronach, vom Landkreis Hof die Gemeinde Geroldsgrün |
| 239 | Hof                                | Hof, Landkreis Hof ohne die Gemeinde Geroldsgrün, Landkreis Wunsiedel im Fichtelgebirge |
| 240 | Kulmbach                           | Landkreise Kulmbach und Lichtenfels vom Landkreis Bamberg die Gemeinden Baunach, Scheßlitz, Bischberg, Breitengüßbach, Gerach, Gundelsheim, Heiligenstadt in Oberfranken, Kemmern, Königsfeld, Lauter, Litzendorf, Memmelsdorf, Oberhaid, Rattelsdorf, Reckendorf, Stadelhofen, Viereth-Trunstadt, Wattendorf und Zapfendorf, |
| 241 | Ansbach                            | Ansbach, Landkreise Ansbach und Weißenburg-Gunzenhausen |
| 242 | Erlangen                           | Erlangen, Landkreis Erlangen-Höchstadt, vom Landkreis Neustadt an der Aisch-Bad Windsheim die Gemeinden Dachsbach, Gerhardshofen und Uehlfeld |
| 243 | Fürth                              | Fürth, Landkreis Fürth, Landkreis Neustadt an der Aisch-Bad Windsheim ohne die Gemeinden Dachsbach, Gerhardshofen und Uehlfeld |
| 244 | Nürnberg-Nord                      | von Nürnberg die Bezirke 01 bis 13, 22 bis 30, 64, 65, 70 bis 87 und 90 bis 95 |
| 245 | Nürnberg-Süd                       | von Nürnberg die Bezirke 14 bis 21, 31 bis 55, 60 bis 63, 96 und 97, Schwabach |
| 246 | Roth                               | Landkreise Roth und Nürnberger Land |
| 247 | Aschaffenburg                      | Aschaffenburg, Landkreis Aschaffenburg |
| 248 | Bad Kissingen                      | Landkreise Bad Kissingen, Rhön-Grabfeld und Haßberge |
| 249 | Main-Spessart                      | Landkreise Main-Spessart und Miltenberg |
| 250 | Schweinfurt                        | Schweinfurt, Landkreise Schweinfurt und Kitzingen |
| 251 | Würzburg                           | Würzburg, Landkreis Würzburg |
| 252 | Augsburg-Stadt                     | Augsburg, vom Landkreis Augsburg die Stadt Königsbrunn |
| 253 | Augsburg-Land                      | Landkreis Augsburg ohne die Gemeinden Altenmünster und Königsbrunn, vom Landkreis Aichach-Friedberg die Gemeinden Aichach, Friedberg, Adelzhausen, Affing, Dasing, Eurasburg, Hollenbach, Kissing, Merching, Mering, Obergriesbach, Rehling, Ried, Schmiechen, Sielenbach und Steindorf |
| 254 | Donau-Ries                         | Landkreise Donau-Ries und Dillingen an der Donau, vom Landkreis Aichach-Friedberg die Gemeinden Aindling, Baar, Inchenhofen, Kühbach, Petersdorf, Pöttmes, Schiltberg und Todtenweis, vom Landkreis Augsburg die Gemeinde Altenmünster |
| 255 | Neu-Ulm                            | Landkreise Neu-Ulm und Günzburg, vom Landkreis Unterallgäu die Gemeinden Babenhausen, Boos, Breitenbrunn, Egg an der Günz, Eppishausen, Erkheim, Fellheim, Heimertingen, Kammlach, Kettershausen, Kirchhaslach, Kirchheim in Schwaben, Lauben, Niederrieden, Oberrieden, Oberschönegg, Pfaffenhausen, Pleß, Salgen, Westerheim und Winterrieden |
| 256 | Oberallgäu                         | Landkreise Oberallgäu und Lindau (Bodensee), Kempten (Allgäu) |
| 257 | Ostallgäu                          | Landkreis Ostallgäu, Kaufbeuren, Memmingen, vom Landkreis Unterallgäu die Gemeinden Bad Wörishofen, Mindelheim, Amberg, Apfeltrach, Bad Grönenbach, Benningen, Böhen, Buxheim, Dirlewang, Ettringen, Hawangen, Holzgünz, Kronburg, Lachen, Lautrach, Legau, Markt Rettenbach, Markt Wald, Memmingerberg, Ottobeuren, Rammingen, Sontheim, Stetten, Türkheim, Trunkelsberg, Tussenhausen, Ungerhausen, Unteregg, Wiedergeltingen, Wolfertschwenden und Woringen sowie das gemeindefreie Gebiet Ungerhauser Wald                                               |

### Baden-Württemberg
| Nr. | Wahlkreis                   | Gebiet |
| --- | --------------------------- | --- |
| 258 | Stuttgart I                 | Stadtbezirke Stuttgart-West, Stuttgart-Mitte, Stuttgart-Süd, Stuttgart-Nord, Birkach, Degerloch, Hedelfingen, Möhringen, Plieningen, Sillenbuch und Vaihingen |
| 259 | Stuttgart II                | Stadtbezirke Stuttgart-Ost, Weilimdorf, Feuerbach, Botnang, Bad Cannstatt, Stammheim, Zuffenhausen, Mühlhausen, Münster, Untertürkheim, Wangen und Obertürkheim |
| 260 | Böblingen                   | Landkreis Böblingen ohne die Gemeinden Steinenbronn, Waldenbuch und Weissach |
| 261 | Esslingen                   | vom Landkreis Esslingen die Gemeinden Aichwald, Altbach, Baltmannsweiler, Deizisau, Denkendorf, Esslingen am Neckar, Hochdorf, Köngen, Lichtenwald, Neuhausen auf den Fildern, Ostfildern, Plochingen, Reichenbach an der Fils, Wendlingen am Neckar und Wernau (Neckar) |
| 262 | Nürtingen                   | vom Landkreis Esslingen die Gemeinden Aichtal, Altdorf, Altenriet, Bempflingen, Beuren, Bissingen an der Teck, Dettingen unter Teck, Erkenbrechtsweiler, Filderstadt, Frickenhausen, Großbettlingen, Holzmaden, Kirchheim unter Teck, Kohlberg, Leinfelden-Echterdingen, Lenningen, Neckartailfingen, Neckartenzlingen, Neidlingen, Neuffen, Notzingen, Nürtingen, Oberboihingen, Ohmden, Owen, Schlaitdorf, Unterensingen, Weilheim an der Teck und Wolfschlugen, vom Landkreis Böblingen die Gemeinden Steinenbronn und Waldenbuch                                                                                  |
| 263 | Göppingen                   | Landkreis Göppingen |
| 264 | Waiblingen                  | vom Rems-Murr-Kreis die Gemeinden Alfdorf, Berglen, Fellbach, Kaisersbach, Kernen im Remstal, Korb, Leutenbach, Plüderhausen, Remshalden, Rudersberg, Schorndorf, Schwaikheim, Urbach, Waiblingen, Weinstadt, Welzheim, Winnenden und Winterbach |
| 265 | Ludwigsburg                 | vom Landkreis Ludwigsburg die Gemeinden Asperg, Ditzingen, Eberdingen, Gerlingen, Hemmingen, Korntal-Münchingen, Kornwestheim, Ludwigsburg, Markgröningen, Möglingen, Oberriexingen, Remseck am Neckar, Schwieberdingen, Sersheim und Vaihingen an der Enz, vom Landkreis Böblingen die Gemeinde Weissach |
| 266 | Neckar-Zaber                | vom Landkreis Heilbronn die Gemeinden Abstatt, Beilstein, Brackenheim, Cleebronn, Flein, Güglingen, Ilsfeld, Lauffen am Neckar, Leingarten, Neckarwestheim, Nordheim, Pfaffenhofen, Talheim, Untergruppenbach und Zaberfeld, vom Landkreis Ludwigsburg die Gemeinden Affalterbach, Benningen am Neckar, Besigheim, Bietigheim-Bissingen, Bönnigheim, Erdmannhausen, Erligheim, Freiberg am Neckar, Freudental, Gemmrigheim, Großbottwar, Hessigheim, Ingersheim, Kirchheim am Neckar, Löchgau, Marbach am Neckar, Mundelsheim, Murr, Oberstenfeld, Pleidelsheim, Sachsenheim, Steinheim an der Murr, Tamm und Walheim |
| 267 | Heilbronn                   | Heilbronn, vom Landkreis Heilbronn die Gemeinden Bad Friedrichshall, Bad Rappenau, Bad Wimpfen, Eberstadt, Ellhofen, Eppingen, Erlenbach, Gemmingen, Gundelsheim, Hardthausen am Kocher, Ittlingen, Jagsthausen, Kirchardt, Langenbrettach, Lehrensteinsfeld, Löwenstein, Massenbachhausen, Möckmühl, Neckarsulm, Neudenau, Neuenstadt am Kocher, Obersulm, Oedheim, Offenau, Roigheim, Schwaigern, Siegelsbach, Untereisesheim, Weinsberg, Widdern und Wüstenrot |
| 268 | Schwäbisch Hall – Hohenlohe | Landkreise Schwäbisch Hall und Hohenlohekreis |
| 269 | Backnang – Schwäbisch Gmünd | vom Rems-Murr-Kreis die Gemeinden Allmersbach im Tal, Althütte, Aspach, Auenwald, Backnang, Burgstetten, Großerlach, Kirchberg an der Murr, Murrhardt, Oppenweiler, Spiegelberg, Sulzbach an der Murr und Weissach im Tal, vom Ostalbkreis die Gemeinden Abtsgmünd, Bartholomä, Böbingen an der Rems, Durlangen, Eschach, Göggingen, Gschwend, Heubach, Heuchlingen, Iggingen, Leinzell, Lorch, Mögglingen, Mutlangen, Obergröningen, Ruppertshofen, Schechingen, Schwäbisch Gmünd, Spraitbach, Täferrot und Waldstetten                                                                                              |
| 270 | Aalen – Heidenheim          | vom Ostalbkreis die Gemeinden Aalen, Adelmannsfelden, Bopfingen, Ellenberg, Ellwangen (Jagst), Essingen, Hüttlingen, Jagstzell, Kirchheim am Ries, Lauchheim, Neresheim, Neuler, Oberkochen, Rainau, Riesbürg, Rosenberg, Stödtlen, Tannhausen, Unterschneidheim, Westhausen und Wört, Landkreis Heidenheim |
| 271 | Karlsruhe-Stadt             | Karlsruhe |
| 272 | Karlsruhe-Land              | vom Landkreis Karlsruhe die Gemeinden Bretten, Dettenheim, Eggenstein-Leopoldshafen, Ettlingen, Gondelsheim, Graben-Neudorf, Karlsbad, Kraichtal, Kürnbach, Linkenheim-Hochstetten, Malsch, Marxzell, Oberderdingen, Pfinztal, Rheinstetten, Stutensee, Sulzfeld, Waldbronn, Walzbachtal, Weingarten (Baden) und Zaisenhausen |
| 273 | Rastatt                     | Landkreis Rastatt, Baden-Baden |
| 274 | Heidelberg                  | Heidelberg, vom Rhein-Neckar-Kreis die Gemeinden Dossenheim, Edingen-Neckarhausen, Eppelheim, Heddesheim, Hemsbach, Hirschberg an der Bergstraße, Ilvesheim, Ladenburg, Laudenbach, Schriesheim und Weinheim |
| 275 | Mannheim                    | Mannheim |
| 276 | Odenwald – Tauber           | Neckar-Odenwald-Kreis und Main-Tauber-Kreis |
| 277 | Rhein-Neckar                | vom Rhein-Neckar-Kreis die Gemeinden Angelbachtal, Bammental, Dielheim, Eberbach, Epfenbach, Eschelbronn, Gaiberg, Heddesbach, Heiligkreuzsteinach, Helmstadt-Bargen, Leimen, Lobbach, Malsch, Mauer, Meckesheim, Mühlhausen, Neckarbischofsheim, Neckargemünd, Neidenstein, Nußloch, Rauenberg, Reichartshausen, Sandhausen, St. Leon-Rot, Schönau, Schönbrunn, Sinsheim, Spechbach, Waibstadt, Walldorf, Wiesenbach, Wiesloch, Wilhelmsfeld und Zuzenhausen |
| 278 | Bruchsal – Schwetzingen     | vom Landkreis Karlsruhe die Gemeinden Bad Schönborn, Bruchsal, Forst, Hambrücken, Karlsdorf-Neuthard, Kronau, Oberhausen-Rheinhausen, Östringen, Philippsburg, Ubstadt-Weiher und Waghäusel, vom Rhein-Neckar-Kreis die Gemeinden Altlußheim, Brühl, Hockenheim, Ketsch, Neulußheim, Oftersheim, Plankstadt, Reilingen und Schwetzingen |
| 279 | Pforzheim                   | Pforzheim, Enzkreis |
| 280 | Calw                        | Landkreise Calw und Freudenstadt |
| 281 | Freiburg                    | Freiburg im Breisgau, vom Landkreis Breisgau-Hochschwarzwald die Gemeinden Au, Bötzingen, Bollschweil, Breisach am Rhein, Ebringen, Ehrenkirchen, Eichstetten am Kaiserstuhl, Gottenheim, Horben, Ihringen, March, Merdingen, Merzhausen, Pfaffenweiler, Schallstadt, Sölden, Umkirch, Vogtsburg im Kaiserstuhl und Wittnau |
| 282 | Lörrach – Müllheim          | Landkreis Lörrach, vom Landkreis Breisgau-Hochschwarzwald die Gemeinden Auggen, Bad Krozingen, Badenweiler, Ballrechten-Dottingen, Buggingen, Eschbach, Hartheim, Heitersheim, Müllheim, Münstertal/Schwarzwald, Neuenburg am Rhein, Staufen im Breisgau und Sulzburg |
| 283 | Emmendingen – Lahr          | Landkreis Emmendingen, vom Ortenaukreis die Gemeinden Lahr, Ettenheim, Fischerbach, Friesenheim, Haslach im Kinzigtal, Hofstetten, Kappel-Grafenhausen, Kippenheim, Mahlberg, Meißenheim, Mühlenbach, Ringsheim, Rust, Schuttertal, Schwanau, Seelbach und Steinach |
| 284 | Offenburg                   | vom Ortenaukreis die Gemeinden Offenburg, Kehl, Achern, Appenweier, Bad Peterstal-Griesbach, Berghaupten, Biberach, Durbach, Gengenbach, Hohberg, Kappelrodeck, Lauf, Lautenbach, Neuried, Nordrach, Oberharmersbach, Oberkirch, Ohlsbach, Oppenau, Ortenberg, Ottenhöfen, Renchen, Rheinau, Sasbach, Sasbachwalden, Schutterwald, Seebach, Willstätt und Zell am Harmersbach |
| 285 | Rottweil – Tuttlingen       | Landkreise Rottweil und Tuttlingen |
| 286 | Schwarzwald-Baar            | Schwarzwald-Baar-Kreis, vom Ortenaukreis die Gemeinden Gutach (Schwarzwaldbahn), Hausach, Hornberg, Oberwolfach und Wolfach |
| 287 | Konstanz                    | Landkreis Konstanz |
| 288 | Waldshut                    | Landkreis Waldshut, vom Landkreis Breisgau-Hochschwarzwald die Gemeinden Breitnau, Buchenbach, Eisenbach (Hochschwarzwald), Feldberg (Schwarzwald), Friedenweiler, Glottertal, Gundelfingen, Heuweiler, Hinterzarten, Kirchzarten, Lenzkirch, Löffingen, Oberried, Schluchsee, St. Märgen, St. Peter, Stegen und Titisee-Neustadt |
| 289 | Reutlingen                  | Landkreis Reutlingen |
| 290 | Tübingen                    | Landkreis Tübingen, vom Zollernalbkreis die Gemeinden Bisingen, Burladingen, Grosselfingen, Hechingen, Jungingen und Rangendingen |
| 291 | Ulm                         | Ulm, Alb-Donau-Kreis |
| 292 | Biberach                    | Landkreis Biberach, vom Landkreis Ravensburg die Gemeinden Aichstetten, Aitrach, Bad Wurzach und Kißlegg |
| 293 | Bodensee                    | Bodenseekreis, vom Landkreis Sigmaringen die Gemeinden Herdwangen-Schönach, Illmensee, Pfullendorf und Wald |
| 294 | Ravensburg                  | Landkreis Ravensburg ohne Aichstetten, Aitrach, Bad Wurzach und Kißlegg |
| 295 | Zollernalb – Sigmaringen    | Zollernalbkreis ohne die Gemeinden Bisingen, Burladingen, Grosselfingen, Hechingen, Jungingen und Rangendingen, Landkreis Sigmaringen ohne die Gemeinden Herdwangen-Schönach, Illmensee, Pfullendorf und Wald |

### Saarland
| Nr. | Wahlkreis   | Gebiet |
| --- | ----------- | --- |
| 296 | Saarbrücken | vom Regionalverband Saarbrücken die Gemeinden Saarbrücken, Großrosseln, Püttlingen, Riegelsberg, Kleinblittersdorf und Völklingen |
| 297 | Saarlouis   | Landkreis Saarlouis ohne die Gemeinden Lebach und Schmelz, Landkreis Merzig-Wadern |
| 298 | St. Wendel  | Landkreis St. Wendel, vom Landkreis Saarlouis die Gemeinden Lebach und Schmelz, vom Landkreis Neunkirchen die Gemeinden Eppelborn, Illingen, Merchweiler, Ottweiler und Schiffweiler, vom Regionalverband Saarbrücken die Gemeinde Heusweiler |
| 299 | Homburg     | Saarpfalz-Kreis, vom Landkreis Neunkirchen die Gemeinden Neunkirchen und Spiesen-Elversberg, vom Regionalverband Saarbrücken die Gemeinden Friedrichsthal, Quierschied und Sulzbach/Saar                                                      |